# Alexandra Pomales
Alexandra Pomales (Indiana, 1995. július 4. –) amerikai színésznő és modell.

## Élete és pályafutása
1995. július 4-én született Indianában, Puerto Ricó-i szülők idősebbik gyermekeként. Hároméves volt, amikor a család a Florida állambeli Ocalába költözött. Ötévesen tanult énekelni és táncolni. Színészi karrierje a színpadon kezdődött és olyan darabokban játszott, mint a Dzsungel könyve és a Karácsonyi ének.
Első televíziós szerepében Lucia Meyerstone-t alakította az El Fantasma de Elena című telenovellában. 2011-ben szerepet kapott a Nickelodeon Grachi című sorozatában és a Telemundo Zárt ajtók mögött című telenovellájában. Ez utóbbiban édesapja unokatestvére, Karla Monroig játszotta Alexandra nagynénjét.

## Filmográfia
| Év   | Eredeti Cím          | Cím               | Szerep                |
| ---- | -------------------- | ----------------- | --------------------- |
| 2010 | El Fantasma de Elena |                   | Lucia Meyerstone      |
| 2011 | Grachi               |                   | Betty                 |
| 2011 | La Casa de al Lado   | Zárt ajtók mögött | Andrea Ruiz Arismendi |
| 2012 | Por Ella Soy Eva     |                   | Sonia Contreras       |
| 2014 | En otra piel         |                   | Valeria               |